# Alexander Jeremejeff
Alexander Jeremejeff (Kungsbacka, 12 de octubre de 1993) es un futbolista sueco que juega en la demarcación de delantero para el Panathinaikos F. C. de la Superliga de Grecia.

## Selección nacional
Hizo su debut con la selección de fútbol de Suecia el 8 de enero de 2019 en un encuentro amistoso contra Finlandia que finalizó con un resultado de 1-0 a favor del combinado finés tras el gol de Eero Markkanen.

## Clubes
| Club                      | País         | Año       | Partidos | Goles |
| ------------------------- | ------------ | --------- | -------- | ----- |
| Örgryte IS                | Suecia       | 2011-2012 | 3        | 0     |
| Qviding FIF               | Suecia       | 2013      | 21       | 14    |
| BK Häcken                 | Suecia       | 2014-2016 | 50       | 17    |
| Malmö FF                  | Suecia       | 2016-2018 | 57       | 14    |
| BK Häcken                 | Suecia       | 2018-2019 | 40       | 21    |
| Dinamo Dresde             | Alemania     | 2019-2020 | 24       | 4     |
| F. C. Twente (cedido)     | Países Bajos | 2020      | 10       | 1     |
| BK Häcken                 | Suecia       | 2021-2023 | 63       | 40    |
| Levadiakos F. C. (cedido) | Grecia       | 2023      | 10       | 1     |
| Panathinaikos F. C.       | Grecia       | 2023-     | 51       | 15    |

## Palmarés

### Campeonatos nacionales
| Título         | Club                | País   | Año  |
| -------------- | ------------------- | ------ | ---- |
| Copa de Suecia | BK Häcken           | Suecia | 2016 |
| Allsvenskan    | Malmö FF            | Suecia | 2016 |
| Allsvenskan    | Malmö FF            | Suecia | 2017 |
| Copa de Suecia | BK Häcken           | Suecia | 2019 |
| Allsvenskan    | BK Häcken           | Suecia | 2022 |
| Copa de Grecia | Panathinaikos F. C. | Grecia | 2024 |